# Топпинен, Эйкка
Э́йкка То́ппинен, настоящее имя Эйно Матти Топпинен (фин. Eicca Toppinen, Eino Matti Toppinen, род. 5 августа 1975, Вантаа, Финляндия) — финский виолончелист и композитор, лидер группы Apocalyptica, которую создал в 1993 году. Учился в Музыкальной академии им. Яна Сибелиуса на протяжении двух лет, но не окончил её, так как стал слишком занят работой над Apocalyptica. Таким образом, является единственным участником группы с неоконченным высшим музыкальным образованием (по состоянию на 2013 год). Играл в разных оркестрах, таких как «Симфонический оркестр радио» и «Аванти». Кроме того, записывался с группами Moonsorrow, HIM, Sepultura, Bullet for My Valentine, Timo Rautiainen & Trio Niskalaukaus и другими.
Эйкка Топпинен написал музыку к фильму «Чёрный лёд» (фин. Musta jää), за которую получил премию Юсси 3 февраля 2008 года. Он также написал главную тему фильма, которую исполнила Ханна Пакаринен.
Был женат на киноактрисе и ведущей Кирси Юлийоки. Пара развелась в марте 2020 года. У них двое детей: Ильмари и Ээлис.
- Эйкка Топпинен во время выступления в Польше, 2023 год